# Eduard Kastner
Eduard Kastner (* 15. September 1950) ist ein deutscher Medienunternehmer.

## Werdegang
Kastner führt in vierter Generation das Druck- und Verlagshaus Kastner AG in Wolnzach, in der unter anderem der Wolnzacher Anzeiger erscheint. Unter seiner Leitung wurde es zu einem überregional tätigen Medienunternehmen ausgebaut mit etwa 140 Beschäftigten.
Die unternehmerischen Interessen vertritt er seit Beginn der 1990er Jahre als Mitglied der Vollversammlung der Industrie- und Handelskammer Ingolstadt-Pfaffenhofen, deren 2. Vorsitzender er ist.
Er ist Förderer von Künstlern und Organisator von Kunstausstellungen. Ursprünglich wurden junge Künstler mit Ausstellungen gefördert, inzwischen werden auch große Künstler wie Salvador Dalí, Ludwig Valentin Angerer sowie Christo und Jeanne-Claude gezeigt. Für die Förderung der Kunst und Kultur wurde er 1998 als erster Nicht-Emeritierter seit Ludwig Erhard zum Ehrenmitglied der Münchner Akademie der Bildenden Künste ernannt.

## Ehrungen
- 1998: Ehrenmitglied der Akademie der Bildenden Künste München
- 2012: Verdienstkreuz am Bande der Bundesrepublik Deutschland